# Dorothea von Rieneck

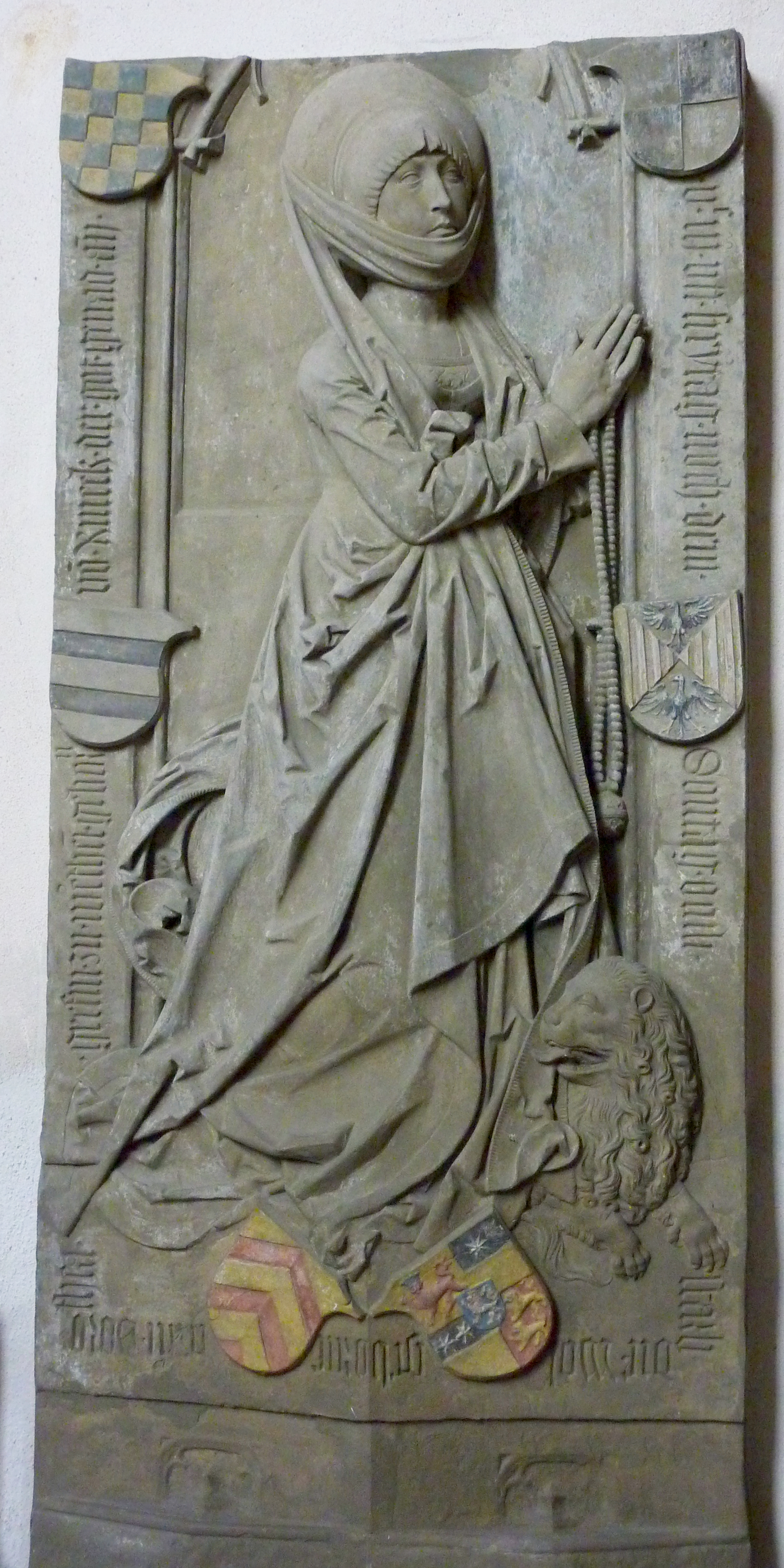
Epitaph für Dorothea von Rieneck in der Stadtpfarrkirche St. Peter und Paul in Grünsfeld

Dorothea von Rieneck (* um 1440 in Grünsfeld; † 24. März 1503 ebenda) war eine geborene Gräfin von Rieneck, Landgräfin von Leuchtenberg und Gräfin von Wertheim.

## Leben
Dorothea von Rieneck wurde um 1440 als einziges Kind des Grafen Philipp d. Ä. von Rieneck und seiner Gemahlin Amalia Pfalzgräfin bei Rhein zu Mosbach geboren. Am 2. Oktober 1467 heiratete Dorothea Landgraf Friedrich V. von Leuchtenberg (1436–1487). Dieser Ehe entstammten drei Kinder: Amalie (* 1469), Johann IV. (1487–1531), der das Geschlecht der Landgrafen von Leuchtenberg im Mannesstamm fortsetzte, und Elisabeth († 1516).
Graf Philipp d. Ä. überschrieb noch zu Lebzeiten das Amt Grünsfeld seiner Tochter Dorothea und ihrem Gemahl Landgraf Friedrich V. von Leuchtenberg. Sein Bruder Philipp d. J. bekämpfte zeitlebens diese Entscheidung, Grünsfeld an Dorothea zu übergeben, da durch mehrere frühere Verträge eine andere Regelung vereinbart worden war.
Nachdem ihr Mann Landgraf Friedrich V. am 19. Mai 1487 gestorben war und am 5. Dezember 1489 auch ihr Vater Graf Philipp d. Ä. starb, heiratete Dorothea im Jahr 1489 Graf Asmus von Wertheim. Vermutlich wollte Dorothea dadurch den jahrelangen Streit mit ihrem Onkel Graf Philipp d. J. von Rieneck gütlich beenden, denn dieser war in zweiter Ehe mit einer Schwester ihres Gatten Graf Asmus von Wertheim verheiratet.
Dorothea verbrachte ihre letzten Lebensjahre in Grünsfeld. Sie starb dort am 24. März 1503 und wurde in der Stadtpfarrkirche St. Peter und Paul in Grünsfeld beigesetzt.
Die Stadt Pfreimd ehrte das Gedächtnis an diese Frau und widmete ihr die Dorothea-von-Rieneck-Straße. Die Dorothea-von-Rieneck-Schule in Grünsfeld wurde ebenfalls nach ihr benannt.

## Epitaph
Ihr Grabmal in der Stadtpfarrkirche St. Peter und Paul in Grünsfeld wird von einem bemerkenswerten Epitaph von Tilman Riemenschneider geschmückt, das Dorothea in zeitgenössischer Tracht mit zum Gebet gefalteten Händen zeigt. Die Inschrift lautet: „(Anno domini m) V III uff Freytag nach dem Sonntag oculi (24. März 1503) starb die wohlgeborene Frau Dorothea Grefin zu Wertheim geborn zu Rieneck der got genad amen.“